# جون لودفيغ هايبيرغ
جون لودفيغ هايبيرغ (بالدنماركية: Johan Ludvig Heiberg)‏ هو رياضياتي وأستاذ جامعي وكاتب مسرحي وفيلسوف وكاتب وشاعر دنماركي، ولد في 14 ديسمبر 1791 في كوبنهاغن في الدنمارك، وتوفي في 25 أغسطس 1860 في Ringsted Municipality ‏ في الدنمارك.

## وصلات خارجية
- جون لودفيغ هايبيرغ على موقع IMDb (الإنجليزية)
- جون لودفيغ هايبيرغ على موقع الموسوعة البريطانية (الإنجليزية)
- جون لودفيغ هايبيرغ على موقع ميوزك برينز (الإنجليزية)
- جون لودفيغ هايبيرغ على موقع ديسكوغز (الإنجليزية)
- جون لودفيغ هايبيرغ على موقع قاعدة بيانات الفيلم (الإنجليزية)